# Zangwal jezik
Zangwal jezik (zwangal, twar; ISO 639-3: zah), afrazijski jezik kojim govori oko 100 ljudi (1993) na području nigerijske države Bauchi. Pripada zapadnočadskoj skupini i s još tri jezika guruntum-mbaaru [grd], ju [juu] i tala [tak], svi iz Nigerije, čini jezičnu podskupinu guruntum.

## Vanjske poveznice
- Ethnologue (14th)
- Ethnologue (15th)